# E441 (trasa europejska)
E441 – trasa europejska biegnąca przez Niemcy. Zaliczana do tras kategorii B droga łączy Chemnitz z Hof. Jej długość wynosi 76 km.

## Przebieg
- Chemnitz E40
- Zwickau
- Plauen E49 B92
- Hof E51